# Norbello
Norbello (sardisk: Norghìddo) er en by og en kommune (comune) i provinsen Oristano i regionen Sardinien i Italien. Byen ligger i 350 meters højde og har 1.228 indbyggere (2016). Kommunen har et areal på 26,18 km² og grænser til kommunerne Abbasanta, Aidomaggiore, Borore, Ghilarza og Santu Lussurgiu.